# Сельское поселение Чёрновский
Сельское поселение Чёрновский — муниципальное образование в Волжском районе Самарской области.
Административный центр — посёлок Чёрновский.
Образовано в соответствии с законом Самарской области «Об образовании городских и сельских поселений в пределах муниципального района Волжский Самарской области, наделении их соответствующим статусом и установлении их границ» от 25 февраля 2005 года № 41-ГД.

## История
В 1930 году на месте четырёх деревень был основан посёлок Чёрновский, а также одноимённый совхоз.

## Население
| 2010  | 2012  | 2013  | 2014  | 2015  | 2016  | 2017  | 2018  | 2019  |
| ----- | ----- | ----- | ----- | ----- | ----- | ----- | ----- | ----- |
| 2765  | ↗2772 | ↗2819 | ↗2886 | ↗2906 | ↗2973 | ↗3064 | ↗3124 | ↗3208 |
| 2020  | 2021  |       |       |       |       |       |       |       |
| ↗3328 | ↗3525 |       |       |       |       |       |       |       |

За 21 год население выросло с 2765 до 3525, то есть на 760 человек.

## Административное устройство
В состав сельского поселения Чёрновский входят:
- посёлок Чёрновский,
- посёлок Нур,
- посёлок Подлесный,
- село Белозерки.

## Официальный сайт
Имеет два официальных сайта и канал во ВКонтакте
- https://v-adm63.ru/index.php/selskie-poseleniya/147-chjornovskij - Официальный сайт сельского поселения Чёрновский
- https://admchernovsky.ru/ - Официальный сайт администрации сельского поселения Чёрновский
- https://vk.com/chernovskyadm - ВКонтакте